# Paul Bellón
Paul Bellón Saracho (Guadalajara, 4 giugno 1997) è un calciatore messicano, difensore del León.

## Carriera
Cresciuto nel settore giovanile del Leones Negros UdeG, esordisce in prima squadra il 4 marzo 2015, in occasione dell'incontro di Copa MX perso per 2-0 contro il Club Tijuana. Negli anni successivi disputa altri due spezzoni di partita nella coppa nazionale, per poi iniziare a giocare con maggior regolarità a partire dalla stagione 2020-2021. Dopo aver totalizzato 70 presenze e due reti con la maglia del Leones Negros UdeG, nell'estate del 2022 viene acquistato dal León. Il 3 luglio debutta in Liga MX, disputando l'incontro vinto per 1-2 contro l'Atlético San Luis. Il 28 agosto realizza la sua prima rete con la squadra e contestualmente in campionato, nell'incontro vinto per 4-2 contro l'Atlas. L'8 marzo 2023 debutta anche nelle competizioni continentali, disputando l'incontro di CONCACAF Champions League vinto per 0-1 contro il Tauro.

## Statistiche

### Presenze e reti nei club
Statistiche aggiornate al 1º maggio 2023.
| Stagione                  | Squadra                   | Campionato                | Campionato | Campionato | Coppe nazionali | Coppe nazionali | Coppe nazionali | Coppe continentali | Coppe continentali | Coppe continentali | Altre coppe | Altre coppe | Altre coppe | Totale | Totale |
| Stagione                  | Squadra                   | Comp                      | Pres       | Reti       | Comp            | Pres            | Reti            | Comp               | Pres               | Reti               | Comp        | Pres        | Reti        | Pres   | Reti   |
| ------------------------- | ------------------------- | ------------------------- | ---------- | ---------- | --------------- | --------------- | --------------- | ------------------ | ------------------ | ------------------ | ----------- | ----------- | ----------- | ------ | ------ |
| 2014-2015                 | Leones Negros UdeG        | LM                        | 0          | 0          | CM              | 1               | 0               |                    | -                  | -                  |             | -           | -           | 1      | 0      |
| 2017-2018                 | Leones Negros UdeG        | AM                        | 0          | 0          | CM              | 2               | 0               |                    | -                  | -                  |             | -           | -           | 2      | 0      |
| 2019-2020                 | Leones Negros UdeG        | AM                        | 8          | 0          | CM              | 1               | 0               |                    | -                  | -                  |             | -           | -           | 9      | 0      |
| 2020-2021                 | Leones Negros UdeG        | LE                        | 23         | 0          |                 | -               | -               |                    | -                  | -                  |             | -           | -           | 23     | 0      |
| 2021-2022                 | Leones Negros UdeG        | LE                        | 34         | 2          |                 | -               | -               |                    | -                  | -                  |             | -           | -           | 34     | 2      |
| giu. 2022                 | Leones Negros UdeG        | LE                        | 1          | 0          |                 | -               | -               |                    | -                  | -                  |             | -           | -           | 1      | 0      |
| Totale Leones Negros UdeG | Totale Leones Negros UdeG | Totale Leones Negros UdeG | 66         | 2          |                 | 4               | 0               |                    | -                  | -                  |             | -           | -           | 70     | 2      |
| 2022-2023                 | León                      | LM                        | 27         | 2          |                 | -               | -               | CCL                | 4                  | 0                  |             | -           | -           | 31     | 2      |
| Totale carriera           | Totale carriera           | Totale carriera           | 93         | 4          |                 | 4               | 0               |                    | 4                  | 0                  |             | -           | -           | 101    | 4      |

## Palmarès
- CONCACAF Champions League: 1

León: 2023